# دويغي ويلسون
دويغي ويلسون (بالإنجليزية: Dougie Wilson)‏ هو لاعب كرة قدم بريطاني في مركز الوسط، ولد في 3 مارس 1994 في أيرلندا الشمالية في المملكة المتحدة. شارك مع منتخب أيرلندا الشمالية تحت 17 سنة لكرة القدم ومنتخب أيرلندا الشمالية تحت 19 سنة لكرة القدم ومنتخب أيرلندا الشمالية تحت 21 سنة لكرة القدم. أما مع النوادي، فقد لعب مع غريمسبي تاون وهال سيتي.

## وصلات خارجية
- دويغي ويلسون على موقع قاعدة بيانات كرة القدم.إي يو (الإنجليزية)
- دويغي ويلسون على موقع قاعدة بيانات كرة القدم.إي يو (الإنجليزية)
- دويغي ويلسون على موقع Soccerbase.com (لاعب) (الإنجليزية)
- دويغي ويلسون على موقع AS.com (الإسبانية)